# Мерзкая (приток Светицы)
Мерзкая — река в России, протекает в Солигаличском районе Костромской области. Устье реки находится в 13 км по левому берегу реки Светица. Длина реки составляет 14 км.
Исток реки в лесах южнее деревни Куземино в 20 км к северо-востоку от Солигалича. В верховьях протекает деревню Медвежья, ниже течёт по ненаселённому лесу на юго-запад, впадает в Светицу напротив деревни Селезенево. Крупнейший приток — Липовик (левый).

## Данные водного реестра
По данным государственного водного реестра России относится к Верхневолжскому бассейновому округу, водохозяйственный участок реки — Кострома от истока до водомерного поста у деревни Исады, речной подбассейн реки — Волга ниже Рыбинского водохранилища до впадения Оки. Речной бассейн реки — (Верхняя) Волга до Куйбышевского водохранилища (без бассейна Оки).
По данным геоинформационной системы водохозяйственного районирования территории РФ, подготовленной Федеральным агентством водных ресурсов:
- Код водного объекта в государственном водном реестре — 08010300112110000011727
- Код по гидрологической изученности (ГИ) — 110001172
- Код бассейна — 08.01.03.001
- Номер тома по ГИ — 10
- Выпуск по ГИ — 0